# Brasiliorchis
Brasiliorchis es un género con una once especies  de orquídeas, algunas procedentes del género Maxillaria. Es originario de Brasil y norte de Argentina.

## Especies
- Brasiliorchis barbosae (Loefgr.) R.B.Singer, S.Koehler & Carnevali, Novon 17: 96 (2007).
- Brasiliorchis chrysantha (Barb.Rodr.) R.B.Singer, S.Koehler & Carnevali, Novon 17: 96 (2007).
- Brasiliorchis gracilis (Lodd.) R.B.Singer, S.Koehler & Carnevali, Novon 17: 96 (2007).
- Brasiliorchis heismanniana (Barb.Rodr.) R.B.Singer, S.Koehler & Carnevali, Novon 17: 96 (2007).
- Brasiliorchis kautskyi (Pabst) R.B.Singer, S.Koehler & Carnevali, Novon 17: 97 (2007).
- Brasiliorchis marginata (Lindl.) R.B.Singer, S.Koehler & Carnevali, Novon 17: 97 (2007).
- Brasiliorchis monantha (Barb.Rodr.) Campacci, Colet. Orquídeas Brasil. 9: 314 (2011).
- Brasiliorchis moutinhoi (Pabst) F.Barros & L.R.S.Guim., Neodiversity 5: 30 (2010).
- Brasiliorchis piresiana (Hoehne) Christenson, Richardiana 9: 86 (2009).
- Brasiliorchis phoenicanthera (Barb.Rodr.) R.B.Singer, S.Koehler & Carnevali, Novon 17: 97 (2007).
- Brasiliorchis picta (Hook.) R.B.Singer, S.Koehler & Carnevali, Novon 17: 97 (2007).
- Brasiliorchis polyantha (Barb.Rodr.) R.B.Singer, S.Koehler & Carnevali, Novon 17: 97 (2007).
- Brasiliorchis porphyrostele (Rchb.f.) R.B.Singer, S.Koehler & Carnevali, Novon 17: 97 (2007).
- Brasiliorchis schunkeana (Campacci & Kautsky) R.B.Singer, S.Koehler & Carnevali, Novon 17: 97 (2007).
- Brasiliorchis ubatubana (Hoehne) R.B.Singer, S.Koehler & Carnevali, Novon 17: 97 (2007).